# لندن به برایتون
لندن به برایتون (انگلیسی: London to Brighton) یک فیلم در سبک جنایی به کارگردانی پل اندرو ویلیامز است.